# Carl Foreman
Carl Foreman (ur. 23 lipca 1914 w Chicago, zm. 26 czerwca 1984 w Beverly Hills) – amerykański scenarzysta i producent filmowy. Był jednym ze scenarzystów, którzy w latach 50. znaleźli się na czarnej liście Hollywood z powodu podejrzeń o sympatię do komunistów lub członkostwo w partii komunistycznej.
Laureat Oscara za najlepszy scenariusz adaptowany przygodowego dramatu wojennego Most na rzece Kwai (1957) w reżyserii Davida Leana. W 1970 otrzymał Order Imperium Brytyjskiego.

## Życiorys
Urodził się w Chicago w Illinois w rodzinie żydowskiej z klasy robotniczej jako syn Fannie Rozin i Isadore’a Foremanów. Po ukończeniu Crane College, w latach 1932–33 studiował na Uniwersytecie Illinois w Urbanie i Champaign. W 1934, w wieku 19 lat, rzucił studia i wyjechał do Hollywood. W latach 1935–36 kształcił się na Northwestern University. Wkrótce wrócił do Chicago i w latach 1936–37 uczęszczał do John J. Marshall School of Law, gdzie zarabiał pieniądze, pracując w sklepie spożywczym. W latach 1937–38 pracował jako reporter prasowy i menadżer ds. public relations dla osobistości scenicznych. W latach 1938–42 pracował w Hollywood jako analityk historii, autor gagów dla programów radiowych Boba Hope’a i Eddiego Cantora. Uczył się scenopisarstwa w League of American Writers School pod kierunkiem Roberta Rossena i Dore’a Schary’ego. 
W 1941 zrealizowano dwa filmy na podstawie jego scenariuszy – Bowery Blitzkrieg z udziałem Warrena Hulla i Spooks Run Wild z Bélą Lugosi. W latach 1942–45 jego karierę przerwała służba w United States Army podczas II wojny światowej, gdzie został przydzielony do jednostki kręcącej filmy orientacyjne i szkoleniowe. Prowadził go reżyser Frank Capra. W czasie służby pomagał pisać scenariusz do filmu Poznaj swojego wroga – Japonia (Know Your Enemy – Japan, 1945). Dostarczył oryginalną historię do westernu Johna Wayne’a w Dakocie (1945).
Zmarł 26 czerwca 1984 w Beverly Hills w Kalifornii na nowotwór ośrodkowego układu nerwowego w wieku 69 lat.

## Filmografia
| Rok  | Tytuł                                    | Scenariusz | Producent | Reżyseria                                                                                    |
| ---- | ---------------------------------------- | ---------- | --------- | -------------------------------------------------------------------------------------------- |
| 1941 | Bowery Blitzkrieg                        | T          |           | Wallace Fox                                                                                  |
| 1941 | Spooks Run Wild                          | T          |           | Phil Rosen                                                                                   |
| 1942 | Rhythm Parade                            | T          |           | Howard Bretherton                                                                            |
| 1945 | Know Your Enemy – Japan                  | T          |           | Frank Capra Joris Ivens                                                                      |
| 1945 | Dakota                                   | T          |           | Joseph Kane                                                                                  |
| 1948 | So This Is New York                      | T          |           | Richard Fleischer                                                                            |
| 1949 | The Clay Pigeon                          | T          |           | Richard Fleischer                                                                            |
| 1949 | Champion                                 | T          |           | Mark Robson                                                                                  |
| 1949 | Pod jednym sztandarem                    | T          |           | Mark Robson                                                                                  |
| 1949 | Let’s Go to the Movies (krótkometrażowy) | T          |           | Tholen Gladden                                                                               |
| 1950 | Młody człowiek z trąbką                  | T          |           | Michael Curtiz                                                                               |
| 1950 | Cyrano de Bergerac                       | T          |           | Michael Gordon                                                                               |
| 1950 | Pokłosie wojny                           | T          |           | Fred Zinnemann                                                                               |
| 1952 | W samo południe                          | T          |           | Fred Zinnemann                                                                               |
| 1955 | Born for Trouble                         | T          |           | Desmond Davis                                                                                |
| 1957 | Kapelusz pełen deszczu                   | T          |           | Fred Zinnemann                                                                               |
| 1957 | Most na rzece Kwai                       | T          |           | David Lean                                                                                   |
| 1958 | Klucz                                    | T          |           | Carol Reed                                                                                   |
| 1961 | Działa Navarony                          | T          |           | J. Lee Thompson                                                                              |
| 1963 | Zwycięzcy                                | T          | T         | Carl Foreman                                                                                 |
| 1967 | Monsieur Lecoq                           |            | T         | Seth Holt                                                                                    |
| 1968 | Otley                                    |            | T         | Dick Clement                                                                                 |
| 1969 | Złoto MacKenny                           | T          | T         | J. Lee Thompson                                                                              |
| 1969 | Początkujący żołnierz                    |            | T         | John Dexter                                                                                  |
| 1972 | Dzieci lwicy z buszu                     |            | T         | Jack Couffer                                                                                 |
| 1972 | Młody Winston                            | T          | T         | Richard Attenborough                                                                         |
| 1974 | Elza z afrykańskiego buszu (serial)      | T          | T         | Jack Couffer Leonard Horn Gary Nelson Barry Crane Paul Krasny Russ Mayberry Richard Benedict |
| 1978 | Komandosi z Navarony                     | T          | T         | Guy Hamilton                                                                                 |
| 1979 | Morderstwa w Golden Gate (TV)            |            | T         | Walter Grauman                                                                               |
| 1980 | Gdy czas ucieka                          | T          |           | James Goldstone                                                                              |

## Nagrody i nominacje
| Rok  | Nagroda                                  | Kategoria | Film                         | Rezultat  |
| ---- | ---------------------------------------- | --- | ---------------------------- | --------- |
| 1950 | Oscar                                    | Najlepszy scenariusz adaptowany                                                                                             | Champion (1949)              | Nominacja |
| 1950 | Nagroda Gildii Pisarzy Amerykańskich     | Najlepszy napisany dramat amerykański                                                                                       | Champion (1949)              | Nominacja |
| 1950 | Nagroda Gildii Pisarzy Amerykańskich     | Nagroda im. Roberta Meltzera                                                                                                | Pod jednym sztandarem (1949) | Nominacja |
| 1951 | Oscar                                    | Najlepszy scenariusz oryginalny                                                                                             | Pokłosie wojny (1950)        | Nominacja |
| 1951 | Nagroda Gildii Pisarzy Amerykańskich     | Najlepszy napisany dramat amerykański                                                                                       | Pokłosie wojny (1950)        | Nominacja |
| 1951 | Nagroda Gildii Pisarzy Amerykańskich     | Nagroda im. Roberta Meltzera                                                                                                | Pokłosie wojny (1950)        | Wygrana   |
| 1953 | Oscar                                    | Najlepszy scenariusz adaptowany                                                                                             | W samo południe (1952)       | Nominacja |
| 1953 | Nagroda Gildii Pisarzy Amerykańskich     | Najlepszy napisany dramat amerykański                                                                                       | W samo południe (1952)       | Wygrana   |
| 1953 | Złoty Glob                               | Najlepszy scenariusz | W samo południe (1952)       | Nominacja |
| 1958 | Oscar                                    | Najlepszy scenariusz adaptowany                                                                                             | Most na rzece Kwai (1957)    | Wygrana   |
| 1959 | Nagroda BAFTA                            | Najlepszy scenariusz oryginalny                                                                                             | Klucz (1958)                 | Nominacja |
| 1962 | Oscar                                    | Najlepszy scenariusz adaptowany                                                                                             | Działa Navarony (1961)       | Nominacja |
| 1962 | Oscar                                    | Najlepszy film | Działa Navarony (1961)       | Nominacja |
| 1962 | Nagroda BAFTA                            | Najlepszy scenariusz oryginalny                                                                                             | Działa Navarony (1961)       | Nominacja |
| 1968 | Nagroda Gildii Pisarzy Wielkiej Brytanii | Nagroda za wybitne zasługi dla pisarzy                                                                                      | –                            | Wygrana   |
| 1969 | Nagroda Gildii Pisarzy Amerykańskich     | Laur za osiągnięcia w dziedzinie scenariusza ekranowego                                                                     | –                            | Wygrana   |
| 1973 | Oscar                                    | Najlepszy scenariusz, fabuła i scenariusz oparty na faktach lub materiałach wcześniej niepublikowanych ani nieprodukowanych | Młody Winston (1972)         | Nominacja |
| 1973 | Nagroda Gildii Pisarzy Wielkiej Brytanii | Najlepszy brytyjski scenariusz                                                                                              | Młody Winston (1972)         | Wygrana   |
| 1977 | Nagroda Gildii Pisarzy Amerykańskich     | Nagroda Valentine’a Daviesa                                                                                                 | –                            | Wygrana   |